# Бахо-Арагон-Каспе

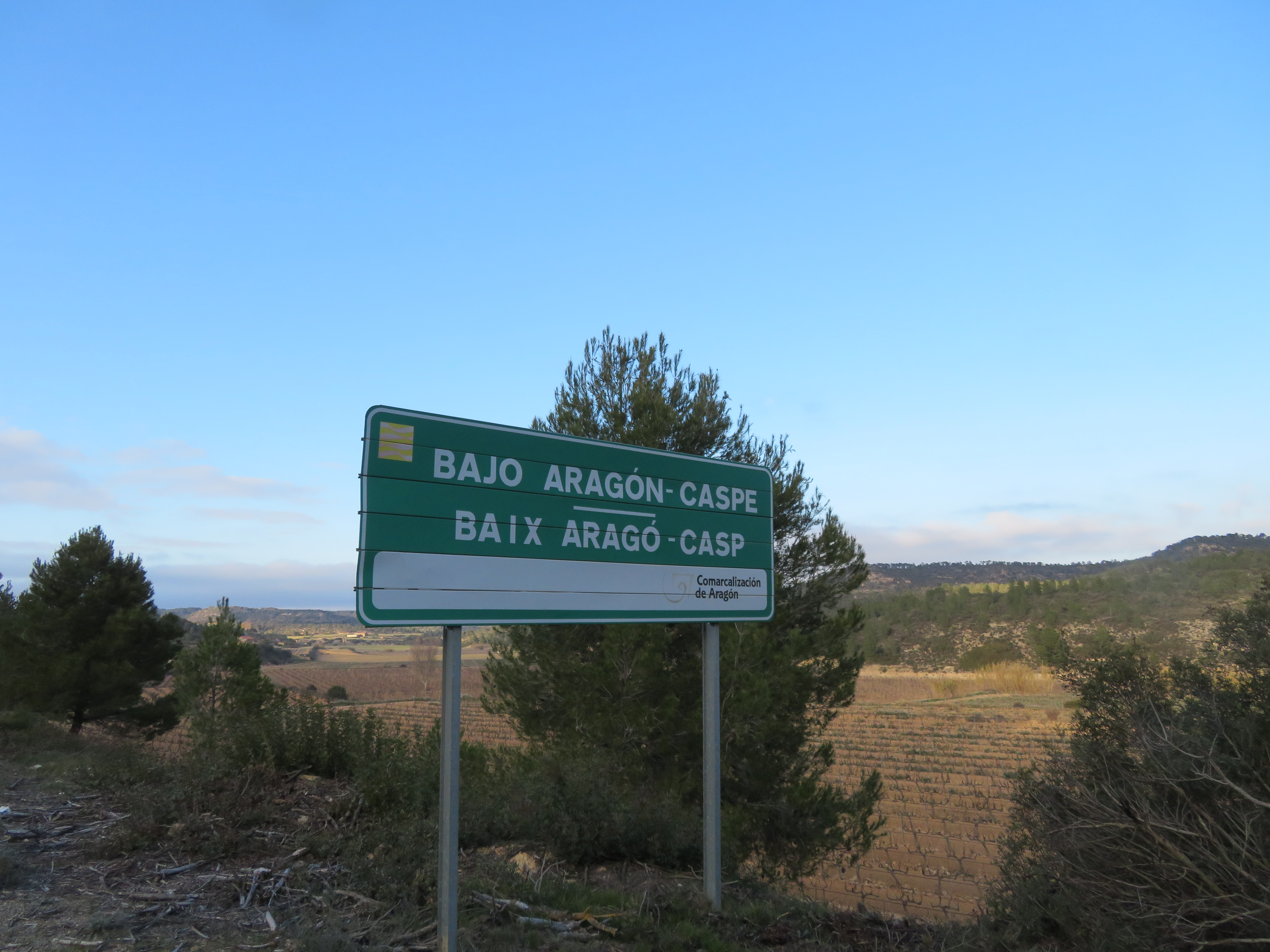
Бахо-Арагон-Каспе. (Comarca Bajo Aragón-Caspe, Zaragoza)

Бахо-Арагон-Каспе (исп. Bajo Aragón-Caspe, кат. Baix Aragó-Casp, араг. Baixo Aragón-Casp) — район (комарка) в Испании, входит в провинцию Сарагоса в составе автономного сообщества Арагон. Назван в честь города Каспе. Основой экономики района является производство оливкового масла.
Район создан в 2003 году. Является двуязычным: муниципалитеты Маэлья, Нонаспе, Фабара и Файон преимущественно каталонские, Каспе и Чипрана — испанские.
В районе расположен заповедник, являющийся одним из последних мест гнездовий хищных птиц в регионе.

## Муниципалитеты
1. Каспе
2. Чипрана
3. Фабара
4. Файон
5. Маэлья
6. Нонаспе